# Ichneumon cyanimontis
Ichneumon cyanimontis là một loài tò vò trong họ Ichneumonidae.